# Таращанська дивізія
Таращанська дивізія — під такою назвою відома 1-ша українська радянська дивізія, до складу якої входили Богунська, Таращанська, Новгород-Сіверська та Пластунська бригади. Вела наступ на Київ, який здобула 5 лютого 1919 року, після чого продовжувала операції на Волині й на Поділлі. У червні 1919 року, по ліквідації Українського фронту, перейшла до складу армії РСФСР як 44-та стрілецька дивізія і далі боролася проти української, згодом проти польської армій.